# Videokracija
Videokracija je moć slika nad društvom.

## Primjeri
Izbor Silvija Berlusconija za premijera Italije 1994. godine se smatra od mnogih medijskim državnim udarom i političkim skretanjem prema videokraciji.
Američki novinar John Kifner koji je s lica mjesta izvještavao o Iranskoj i Rumunjskoj revoluciji pad komunističkog režima u Rumunjskoj je komentirao da je videokracija upletena u pad režima pošto je to bila prva revolucija uživo prenesena na televiziji .

## Film
Talijansko-Švedski redatelj Erik Gandini je 2009. godine snimio dokumentarni film Videocracy o utjecaju talijanske televizije na tamošnju kulturu i politiku. Nakon prikazivanja na Venecijanskom filmskom festivalu reklame za poziv na gledanje filma su zabranjene na talijanskim televizijskim stanicama.